# Elyhordeum chatangense
Elyhordeum chatangense är en gräsart som först beskrevs av Roman Julievich Roshevitz, och fick sitt nu gällande namn av Nikolai Nikolaievich Tzvelev. Elyhordeum chatangense ingår i släktet Elyhordeum och familjen gräs. Inga underarter finns listade i Catalogue of Life.